# Prosoplus subcarinatus
Prosoplus subcarinatus là một loài bọ cánh cứng trong họ Cerambycidae.